# Фудбалска репрезентација Србије до 23 године
Фудбалска репрезентација Србије до 23 године је национални фудбалски олимпијски тим Србије и под контролом је Фудбалског савеза Србије.
Право наступа за ову селекцију имају играчи до 23 године старости, уз могућност да се на списку за завршни турнир нађу и три старија играча. Услов за квалификовање на Олимпијске игре јесте пласман младе репрезентације у полуфинале Европског првенства.

## Такмичења

### Историјска учешћа
Фудбалска репрезентација Југославије је као део националног тима учествовала на Летњим олимпијским играма 1920. године. Пре освајања златне медаље 1960. године, освојена су два сребра, 1948. и 1952. године.
Тим из 1960. године чинили суː
| Име                | Датум рођења       | Клуб             |
| Голмани            | Голмани            | Голмани          |
| ------------------ | ------------------ | ---------------- |
| Милутин Шошкић     | 31. децембар 1937. | Партизан         |
| Благоје Видинић    | 11. јун 1934.      | Раднички Београд |
| Одбрана            |                    |                  |
| Звонко Бего        | 19. децембар 1940. | Хајдук Сплит     |
| Владимир Дурковић  | 6. новембар 1937.  | Црвена звезда    |
| Фахрудин Јусуфи    | 8. децембар 1939.  | Партизан         |
| Жарко Николић      | 16. октобар 1936.  | Војводина        |
| Новак Рогановић    | 14. јануар 1932.   | Војводина        |
| Велимир Сомболац   | 27. фебруар 1939.  | Партизан         |
| Анте Жанетић       | 18. новембар 1936. | Хајдук Сплит     |
| Средина терена     |                    |                  |
| Александар Козлина | 20. децембар 1938. | Хајдук Сплит     |
| Душан Маравић      | 7. март 1939.      | Црвена звезда    |
| Жељко Матуш        | 9. август 1935.    | Динамо Загреб    |
| Жељко Перушић      | 23. март 1936.     | Динамо Загреб    |
| Силвестер Такач    | 8. новембар 1940.  | Војводина        |
| Нападачи           |                    |                  |
| Андрија Анковић    | 18. новембар 1936. | Хајдук Сплит     |
| Милан Галић        | 8. март 1938.      | Партизан         |
| Томислав Кнез      | 9. јун 1938.       | Борац Бања Лука  |
| Боривоје Костић    | 14. јун 1930.      | Црвена звезда    |

Након распада Југославије, Србија и Црна Гора имале су представнике у фудбалу на Олимпијским играма 2004. године. Тадашњи селектор Владимир Петровић Пижон саставио је шири списак од 30 имена који је касније скратио. Петровић није могао да рачуна на састав који је планирао, док је репрезентација завршила учешће као последњепласирана у групи.

### Србија
После учешћа у финалу Европског првенства 2007, Србија је обезбедила пласман на Олимпијске игре наредне године. Први погодак за Србију на турниру постигао је Слободан Рајковић који је у извештају Политике означен као најбољи појединац сусрета са Аустралијом на отварању турнира. Србија је учешће окончала као последња у групи у којој су биле још Аргентина и Обала Слоноваче.

#### Утакмице
Напомена: неке набројене утакмице одигране су независно од такмичења

##### 2008.
| Кина | 0 : 0 (0 : 0)          | Србија |
| ---- | ---------------------- | ------ |
|      | (Извештај), (Извештај) |        |

| Селекција Шангаја | 0 : 6 (0 : 3) | Србија                                                                                   |
| ----------------- | ------------- | ---------------------------------------------------------------------------------------- |
|                   | (Извештај)    | Коларов 24’ (пен.) · Тадић 33’ · Фејса 42’ · Живковић 50’ · Мрдаковић 68’ · Д. Тошић 75’ |

| Аустралија   | 1 : 1 (0 : 0) | Србија       |
| ------------ | ------------- | ------------ |
| Задкович 69’ | (Извештај)    | Рајковић 78’ |

| Србија                    | 2 : 4 (1 : 2) | Обала Слоноваче                                         |
| ------------------------- | ------------- | ------------------------------------------------------- |
| Мрдаковић 16’ · Ракић 90’ | (Извештај)    | Сисе 3’ · Рајковић 24’ (а. г.) · Калу 70’ · Жервињо 93’ |

| Аргентина                         | 2 : 0 (1 : 0) | Србија |
| --------------------------------- | ------------- | ------ |
| Лавеци 14’ (пен.) · Буонаноте 84’ | (Извештај)    |        |

##### 2015.
| Србија                                       | 3 : 0 (2 : 0) | Катар |
| -------------------------------------------- | ------------- | ----- |
| Филиповић 14’ · Машовић 42’ · Младеновић 70’ | (Извештај)    |       |

##### 2018.
| Србија            | 2 : 4 (2 : 4)          | Франсуска                             |
| ----------------- | ---------------------- | ------------------------------------- |
| Влаховић 34’, 61’ | (Извештај), (Извештај) | Јуан 18’ · Адли 52’ · Дијаби 64’, 75’ |

## Селектори
| Време | Име                          |
| ----- | ---------------------------- |
| 2004. | Владимир Петровић Пижон      |
| 2008. | Мирослав Ђукић               |
| 2015  | Милан Раставац (привремени)  |
| 2018. | Милан Обрадовић (привремени) |

## Састави
- Састави Југославије на олимпијским играма
- Србија и Црна гора на олимпијским играма 2004.
- Србија на олимпијским играма 2008.